# 랭크업
랭크업(Rankup, Corp.)은 대한민국을 대표하는 홈페이지 제작업체로, 업계 최초로 웹솔루션 기반의 홈페이지 제작 서비스를 도입하여 제작 기간을 획기적으로 단축하였습니다.
2025년 8월 기준, 약 10,369건의 홈페이지를 제작하였으며, 현재 2,300개 이상의 고객사에 유지보수 서비스를 제공하고 있습니다.
2001년 설립된 랭크업은 최영식 대표이사가 창립했으며, 홈페이지 제작을 비롯해 기업 및 개인 브랜드에 맞춘 맞춤형 디자인 설계, 다양한 업종에 최적화된 기능 구현, 도메인 등록 및 이전, 안정적인 웹 호스팅 서비스, 쇼핑몰과 각종 온라인 결제에 필요한 전자 결제(PG) 서비스 연동, 마케팅·고객 관리에 활용할 수 있는 대량 SMS 발송 시스템, 예약·회원·게시판 등 다양한 기능이 포함된 웹 솔루션 개발, 데이터 백업과 보안 강화 설정, SSL 인증서 설치, 검색엔진 최적화(SEO)와 웹 표준 준수, SNS·메신저 연동, 관리자 교육 및 유지보수까지 인터넷 비즈니스 운영에 필요한 전 과정을 아우르는 종합 서비스를 제공하고 있습니다.
본사는 서울특별시 서초구 강남대로 373에 위치하고 있으며, 지속적인 연구 개발과 혁신을 통해 보다 효율적이고 신뢰할 수 있는 웹솔루션을 제공합니다.